# HCalendar
hCalendar (zkratka z HTML iCalendar) je mikroformát sloužící k sémantickému zápisu dat ve formátu iCalendar do webových stránek pomocí HTML nebo XHTML. 
Umožňuje webovým prohlížečům, vyhledávačům a dalším programům snadno extrahovat informace z webových stránek a pracovat s nimi (např. vyexportovat je do kalendářového programu uživatele).

## Ukázka použití
```
<
p
 
class
=
"vevent"
>

    
<
span
 
class
=
"summary"
>
Konference o používání mikroformátů na českém internetu
</
span
>
 
    proběhne 15. května 2008 od
    
<
abbr
 
class
=
"dtstart"
 
title
=
"2008-05-15T10:00:00+02:00"
>
10:00
</
abbr
>
 do
    
<
abbr
 
class
=
"dtend"
 
title
=
"2008-05-15T17:00:00+02:00"
>
17:00
</
abbr
>
 v 
    
<
span
 
class
=
"location"
>
Pražském konferenčním centru
</
span
>
 
    (
<
a
 
class
=
"url"
 
href
=
"http://microformats.cz/konference"
>
další informace
</
a
>
)

</
p
>

```